# الاحتجاجات والمعارضة في جمهورية الصين الشعبية
على الرغم من القيود المفروضة على حرية تكوين الجمعيات وحرية التعبير، إلا أن مجموعة كبيرة من الاحتجاجات والحركات المعارضة قد انتشرت في جمهورية الصين الشعبية، خاصةً في العقود التي تلت وفاة ماو تسي تونغ. ومن أبرزها انتفاضة التبت عام 1959 ضد حكم الحزب الشيوعي واحتجاجات ميدان تيانامين عام 1989 والتي قمعتها القوات العسكرية ومظاهرة 25 أبريل التي قام بها 10000 من أتباع فالون غونغ في تشونغنانهاى. حيث تبنى المتظاهرون والمعارضون الصينيون مجموعة واسعة من المظالم، تتضمن على سبيل المثال لا الحصر، الفساد والطرد الجبري وعدم دفع الأجور وانتهاكات حقوق الإنسان والتدهور البيئي والاحتجاجات العرقية التي تمس الحرية الدينية والحريات المدنية والاحتجاجات ضد سياسة حكم الحزب الواحد، فضلاً عن الاحتجاجات الوطنية ضد دول أجنبية.
كما ازداد عدد الاحتجاجات السنوية بصورة مطردة منذ بداية عام 1990 من حوالي 8700 «مجموعة الأحداث الجماهيرية» في عام 1993  إلى أكثر من 78.000 في عام 2005. وفي عام 2006 قدرت الأكاديمية الصينية للعلوم الاجتماعية أن عدد الأحداث الجماهيرية السنوية قد تجاوز 90000 ويقدر أستاذ علم الاجتماع الصيني صن لي بينج وقوع 180000 حادثة في عام 2010. وكذلك تُعرف الأحداث الجماهيرية بمفهومها الواسع على أنها «التجمع المخطط له أو المُرتجل والذي يُشكل بسبب التناقضات الداخلية»، والذي من الممكن أن يتضمن خطبًا عامة أو مظاهرات أو اشتباكات جسدية أو تنفيث العامة عن مظالمهم وسلوكيات المجموعات الأخرى التي ينظر إليها على أنها معرقلة للاستقرار الجماعي.
علي الرغم من زيادة الاحتجاجات، قال بعض العلماء أن ذلك قد لا يشكل تهديدًا وجوديًا لحكم الحزب الشيوعي نظرًا لافتقار الاحتجاجات إلى وجود «نسيج ضام» حيث تستهدف غالبية الاحتجاجات في الصين المسؤولين المحليين، وتسعى فقط قلة محددة من الحركات المعارضة إلى تغيير النظام.

## الإطار القانوني
يؤكد دستور جمهورية الصين الشعبية على أنه «يتمتع مواطنو جمهورية الصين الشعبية بحرية التعبير والصحافة والتجمع وتكوين الجمعيات وتنظيم المسيرات والمظاهرات». ومع ذلك فإن الممارسة الفعلية لتلك الحقوق محظورة بشدة في ظِل الحفاظ على «الاستقرارالاجتماعي» بشكل عام. إلى جانب ضمان الحريات، فإن الدستور ينص أيضًا أن يكون من واجب المواطنين الصينيين «محاربة تلك القوى والعناصر [...] المعادية للنظام الاشتراكي الصيني والتي تحاول إسقاطه». كما يمكن استخدام قوانين مكافحة التخريب غير المحددة بوضوح، مثل المادة 105 من القانون الجنائي، لمقاضاة الأفراد الذين يسعون إلى ممارسة حقوق التجمع والتعبير والتظاهر جنائيًا. قد يواجه المواطنون الآخرون المشاركون في مختلف أشكال الاحتجاج عقوبات إدارية مثل قرارات شروط العمل الجبري.

## الأساليب
استخدم المعارضون والمحتجون الصينيون في مواجهة السلطة العديد من الأساليب المختلفة للتعبير عن عدم الرضا، بما في ذلك الالتماسات المقدمة للحكومات المحلية أو الطعون المكتبية والاستعانة بمجموعة حركة وي قوان والمظاهرات بميدان تيانامين وتوقيع البيانات السياسية لدعم المعارضة مثل ميثاق 08 والمقاطعة والمسيرات وأحيانًا أعمال شغب عنيفة.
تهتم غالبية الاحتجاجات في الصين بالمظالم والمشاكل المحلية، مثل فساد محافظة أو إقليم أو حكومات على مستوى المدينة أو مسؤولي الحزب الشيوعي أو الاستغلال من قبل أصحاب العمل أو الضرائب المفرطة وما إلى ذلك. احتجاجات تستهدف تحديدًا مشاكل محلية حيث يقدم المواطنون علاجات قابلة للتنفيذ تعتبر الأكثر قُربًا للنجاح من أشكال الاحتجاجات البديلة الأخرى.
كما نما الوعي بحقوق الجماهير الصينية خلال الفترة بين عقدي 1980 و1990 حيث انتهج عدد متزايد من المواطنين طرقًا شبه مؤسسية للاحتجاج تعرف باسم “[المقاومة المشروعة” التي بها تستطيع الاستفادة من نظام المحاكم وقنوات تقديم الالتماسات أو الاستفادة من مراسيم الحكومة المركزية والسياسات الرامية إلى تقديم الشكاوي والتظلمات ضد السلطات المحلية. قد تنجح أحيانًا هذه الاحتجاجات، ولكن غالبًا ما يحبط القائمون بها إذا ما قررت السلطات أنه ليس في مصلحة الحزب الاستجابة إلى مطالب المحتجين.
يمكن أن يؤدي فشل الوسائل شبه المؤسسية للاحتجاج في نهاية المطاف إلى اعتماد المواطنين أشكالاً أكثر علنية وعمومية من المقاومة مثل الاعتصامات وعمليات الإضراب عن الطعام المنسّقه أو تنظيم المسيرات. وعند فشل الالتماسات المقدمة للسلطات المحلية، يذهب العديد من المواطنين بتظلماتهم إلى العاصمة بكين وينظمون المظاهرات أحيانًا في ميدان تيانانمن.
وفي حالات متفرقة اتجه المواطنون الساخطون إلى القيام بأعمال شغب وتفجير المباني الحكومية وأهداف أخرى ذات صلة  أو الانتحار كشكل من أشكال الاحتجاج. وفي ديسمبر 2011، قام سكان قرية ووكان بطرد سلطات الحزب الشيوعي من القرية في أعقاب احتجاجات مصادرة الأراضي.
وفي حالة الاحتجاجات المؤيدة للقومية، شارك المواطنون في مقاطعة البضائع والشركات الأجنبية ومسيرات بموافقة رسمية كانت أحيانًا تستهدف وتمارس العنف ضد السفارات الأجنبية.
أصبحت التكنولوجيا جزءًا متزايد الأهمية في جعبة المتظاهرين والمعارضين الصينيين. كما تحدث بعض الاحتجاجات بشكل شبه كامل من النشاط السياسي والمشاركة في عالم الإنترنت، وتأخذ شكل توقيع المواطنين للعرائض والالتماسات عبر الإنترنت وإصدار بيانات على شبكة الإنترنت برفض الحزب الشيوعي، توقيع البيانات السياسية الداعمة للمعارضة مثل ميثاق 08. واستغلت لجان سيبر الأهلية الإنترنت للنشر علنًا فضائح المسئولين الحكوميين وغيرهم ممن ينظر إليهم على أنهم فسدة، والذين ارتكبوا انتهاكات لحقوق الإنسان أو ارتكبوا غير ذلك من إهانة للقيم الجماعية. كما تم استخدام الرسائل النصية القصيرة (SMS) لتنظيم وتنسيق الاحتجاجات.

## الاحتجاجات في المناطق الريفية
هناك ما يقدر بنحو 65 في المئة من 180000 «الحوادث الجماهيرية» السنوية في الصين منبثقة من مظالم المصادرة الجبرية للأراضي، حيث إن السلطات الحكومية في كثير من الأحيان تقوم بالتواطؤ مع مطوري القطاع الخاص للاستيلاء على أراضي القرى بدفع تعويض ضئيل أو بدون تعويض. ومنذ عام 2005، أشارت الدراسات الاستقصائية إلى وجود زيادة مطردة في عدد طلبات الحصول على الأراضي المصادرة جبريًا. وفي كل عام تصادر الحكومة المحلية من أراضٍ تخص يقرب من 4 ملايين مواطن صيني في المناطق الريفية. والقرويون هم ضحايا الاستيلاء على الأراضي حسبما يقر تقرير الصين وذلك بنسبة 43 في المئة من استقصاءات القرويين. وفي معظم الحالات يتم بعد ذلك بيع الأرض لمطوري القطاع الخاص بتكلفة تبلغ في المتوسط 40 ضعفًا أعلى لكل فدان مما دفعته الحكومة إلى القرويين.

## الالتماس
منذ عصور الإمبراطورية، ومن بين كافة الطرق الرئيسية للمواطنين للتعبير عن مظالمهم وطلب الإنصاف، سلك الصينيون طريقهم من خلال قنوات تقديم الالتماسات. وحافظت جمهورية الصين الشعبية على هذا العُرْف وقاموا بإنشاء مكاتب لتقديم الالتماسات والطعون على المستويات المحلية والإقليمية والوطنية. وتتولى مكاتب الالتماسات تلقي الطعون والشكاوى المقدمة من المواطنين ومساعدتهم في حل مشاكلهم. وفي معظم الحالات يبدأ الأفراد عملية الالتماسات على المستوى المحلي ثم يتم التصعيد لمستوى المحافظة أو الدولة عند عدم إنصافهم.
عدد الملتمسين في الصين، وخاصة أولئك الذين يسافرون إلى العاصمة بكين للبحث عن المكتب المركزي للطعون، قد ارتفع بشكل حاد منذ بدايات حقبة التسعينيات. بعض الشكاوى المشتركة القادمة من خلال قنوات تقديم التماس تتعلق بطلبات الأراضي وهدم المنازل الجبري والضرر البيئي وفساد مؤسسات الدولة والضرائب الفاحشة أو الباهظة وانتهاكات حقوق الإنسان. وعلى الرغم من أن نظام تقديم الالتماسات هو وسيلة مجدية لبعض المواطنين للحصول على القرارات، إلا أن النظام ككل مُرْهَق وغير فعال إلى حد كبير. والعديد من مقدمي الالتماسات، بدلاً من تحقيق العدالة، يقبعون في «السجون السوداء» أو غيرها من أماكن الاحتجاز بتهمة محاولة التجاوز في الاحتجاجات.

## الاحتجاجات المطالبة بالديمقراطية

### جدار الديمقراطية
في عام 1978، في حين واصل دنغ شياو بينغ مسار الإصلاح القائم على نظرية «التحديثات الأربعة» في الاقتصاد الصيني، بدأ المعارضون المؤيدون للديمقراطية نشر الكتابات والأخبار والأفكار على جدار في حي شيتشنغ في بكين. وبدأ الناشط وي جينغ شينغ الدعوة إلى الديمقراطية وحريات سياسية أكبر وكان ذلك «التحديث الخامس». كما كان جدار الديمقراطية، كما كان يسمى، مقبولاً لبعض الوقت ولكن تم إغلاقه في عام 1979 عندما اعتبرت السلطات انتقاداته الموجهة إلى حكم الحزب الواحد والقيادات الحالية للحزب قد تمادت وذهبت لأبعد مما ينبغي.

### إحتجاجات ميدان تيانامن عام 1989
في ربيع عام 1989، تجمع مئات الآلاف من الطلاب والعمال وغيرهم في ميدان تيانامن لإحياء ذكرى وفاة الأمين العام للحزب الشيوعي الصيني هو ياو بانغ. وكان التجمع غير العنيف قد تحول سريعًا إلى حركة تدعو إلى زيادة الشفافية والإصلاح وأخيرًا الديمقراطية. في الصباح الباكر من يوم 4 يونيو 1989، تمت تعبئة الجيش الشعبي الحر لتفريق الحشود والتجمعات مما أسفر عن مقتل المئات أو الآلاف من المتظاهرين في محيط ميدان تيانامن وإسكات حركة الديمقراطية الوليدة في البلاد منذ عقود بشكل فعال.

### الاحتجاجات الصينية المطالبة بالديموقراطية 2011
ألهمت احتجاجات «الياسمين» في شمال إفريقيا المعارضة الصينية فبدأت الدعوة إلى التظاهرات للمطالبة بالديمقراطية في عدة مدن صينية. وعلى الرغم من أن المنظمين اقترحوا مبدئيًا أن المشاركين في التظاهرات هم المنوط بهم الهتاف ورفع الشعارات، ثم عدلوا بعد ذلك خططهم لتشجيع المواطنين بإضافة مسيرات سلمية حول مواقع معينة في أوقات محددة سلفًا. وردًا على ذلك شنت السلطات الصينية حملة أمنية منسقة على المعارضين والصحفيين والمحامين الحقوقيين والفنانين وغيرهم ممن ثار وتحرك من أجل الإصلاح الديمقراطي.

## الاحتجاجات العرقية
تعيش بالصين 55 مجموعة عرقية من الأقليات، وتواجه العديد منها التوترات المتكررة مع مجموعة أغلبية هان العرقية و/أو سلطات جمهورية الصين الشعبية. ولدى سكان التبت وسكان الأويغور وسكان منغوليا، على وجه الخصوص، مظالم ثقافية وإقليمية طويلة الأمد وبدرجات متفاوتة ورفضوا حكم الحزب الشيوعي الصيني في أوطانهم. ومن الملاحظ أن قمع حقوق وثقافات الأقليات أو التمييز المجتمعي أو الاختلالات الاقتصادية تؤدي أحيانًا إلى حدوث احتجاجات عرقية أو أعمال شغب.

### التبت
ظلّت التبت من الناحية التاريخية ساحة لعدة احتجاجات وانتفاضات واسعة النطاق ضد حكم الحزب الشيوعي، وأبرزها في 1959 و1989 و2008. وتشمل المظالم الرئيسية لمُحتجي التبت انتشار انتهاكات حقوق الإنسان وعدم توفر الحرية الدينية والحماية الثقافية. وغالبًا ما يرفع مُحتجو التبت مطالب بالحُكم الذاتي والاستقلال والحق في ممارسة شعائرهم الدينية دون تدخل. وقد تم قمع عدة احتجاجات في التبت بالقوة، وأحيانًا ما تنتهي الاحتجاجات بحبس النشطاء وقتل المدنيين.

### سنجان
شاركت الأقليات العرقية في سنجان في الاحتجاج والانتفاضات - التي كانت عنيفة في بعض الأحيان - ضد حكم الحزب الشيوعي. ويميل شعب الأويغور العرقي، بصفة خاصة، وبشكل كبير إلى أقاربهم من سكان آسيا الوسطى بخلاف حكم هان في الصين. كما دعا الكثيرون من أجل استقلال تركستان الشرقية، زيادة الحريات الدينية والسياسية. ارتفعت حدة التوترات العرقية في العقود الأخيرة، كما هدد تزايد عدد سكان الهان الصيني في الإقليم بطمس ثقافة الأويغور. في عام 2009، اندلعت أعمال شغب عرقية في العاصمة أورومتشي. وأيضًا خاض إقليم شعب هوي القومي تجارب في التوترات مع سكان الهان.

### منغوليا
سعى قوم منغوليا، مثل التبت والأويغور، المقيمون في منغوليا الداخلية إلى تعزيز الحكم الذاتي وإن لم يكن الاستقلال التام عن الصين. ويعتبر الإقليم موطنًا لتوترات عرقية بين الهان والمنغوليين والتي نتج عنها أحيانًا احتجاجات. وفي عام 2011، حاول راعي مواشي منغولي منع شركة تعدين صينية من دخول المرعى الخاص به في زيلنهوت، وكانت النتيجة أن دهسه سائق شاحنة صيني مما أثار عدة احتجاجات.

## فالون غونغ
كان ممارسو الفالون غونغ من بين أكثر المعارضين لحكم الحزب الشيوعي في العقد الأخير. فالون غونغ هي ممارسة تقوم على الكيغونغ أي ممارسة التأمل مع الفلسفة الأخلاقية على أساس التقاليد البوذية. وانتشرت شعبية هذه الممارسات في الصين في التسعينيات، وفي عام 1999 أشارت التقديرات إلى اعتناق عشرات الملايين للفالون غونغ.
كان بعض قيادات الحزب الشيوعي على دراية بشعبية فالون غونغ ورغبة أتباعها في الاستقلال عن الدولة، والفلسفة الروحية التي يمارسونها وخلال الفترة بين 1996-1999، واجه أتباع هذه الحركة درجات متفاوتة من المضايقات من قبل سلطات الحزب الشيوعي ومكاتب الأمن العام، فضلاً عن النقد الذي تثيره الدولة ضدهم في وسائل الإعلام. وردًا على انتقادات وسائل الإعلام قام ممارسو الفالون غونغ بالاعتصام أمام مكاتب الحكومة المحلية أو أمام مكاتب الإعلام، وكثيرًا ما نجحوا في تحقيق هدفهم وتراجعت وسائل الإعلام عن انتقاداتها. وفضت قوات الأمن إحدى هذه المظاهرات في أبريل 1999 في تيانجين وتعرض العشرات من أتباع الفالون غونغ للضرب والاعتقال. ردًا على ذلك، في 25 أبريل قام ممارسو الفالون غونغ بحشد أكبر مظاهرة في الصين منذ عام 1989 حيث تجمعوا في صمت خارج مجمع الحكومة المركزية في تشونغنانهاى لطلب الاعتراف الرسمي بهم ووضع حد للمضايقات المتصاعدة ضدهم. التقى ممثلو ممارسي الفالون غونغ برئيس الوزراء تشو رونغ جى وتوصلوا إلى اتفاق. حسبما تقول التقارير، فإن الرئيس جيانغ تسه مين انتقد رئيس الوزراء تشو لكونه «متساهلاً للغاية» وأمر بإحباط أعمال ممارسي الفالون غونغ. وفي 20 يوليو 1999، بدأت قيادة الحزب الشيوعي حملة للقضاء على المجموعة من خلال الجمع بين عدة أساليب وهي الدعاية والسجن والتعذيب وأساليب قهرية أخرى.
في أول عامين من الحملة رد ممارسو الفالون غونغ في الصين بتقديم الالتماسات المحلية والإقليمية لدى مكاتب الطعون الوطنية. وكثيرًا ما قوبلت الجهود المبذولة في الالتماسات بالحبس داخل الأدراج؛ مما قاد المجموعة إلى تغيير أساليبها عن طريق تنظيم مظاهرات سلمية يومية في ميدان تيانامين. وغالبًا ما تفض قوات الأمن هذه المظاهرات، التي عادةً ما يحمل الممارسون المشاركون بها لافتات أو يتأملون في أماكن الاعتصامات، بالعنف. وفي أواخر عام 2001، تخلى أتباع الفالون غونغ إلى حد كبير عن الاحتجاج في ميدان تيانامين ولكن استمرت مقاومة هادئة ضد حملة القمع. وعلى الرغم من أن المجموعة تدعي أنه ليس لديهم توجهات أو طموحات سياسية، فقد دعت بنشاط منذ عام 2004 لإنهاء حكم الحزب الشيوعي.

## احتجاجات على الإنترنت
تبنت المعارضة الصينية بشكل متزايد شبكة الإنترنت كوسيلة للتعبير وتنظيم المعارضة ضد الحكومة أو قيادة الحزب الشيوعي وأصبحت أدوات التكنولوجيا وسيلة أساسية للمواطنين الصينيين لنشر الأخبار والمعلومات بعيدًا عن الرقابة. على الرغم من أن الإنترنت في الصين يخضع لرقابة وترصد شديدين إلا أن السرية النسبية والأعداد التي يوفرها جعلته المنتدى المفضل للتعبير عن وجهات النظر والآراء المعارضة.
وتحتوي منصات المدونات والمدونات الصغيرة بانتظام على وجهات النظر هذه على الرغم من أن هذه المنصات خاضعة كذلك للرقابة والتعليقات المسيئة قد يحذفها المسئولون.
وهناك عدد من المعارضين البارزين الصينيين والعلماء والمدافعين عن الحقوق والفنانين يحافظون على المدونات التي ينشرون عليها المقالات وانتقادات الحزب الشيوعي. ومن الاستخدامات الابتكارية للإنترنت كوسيلة احتجاج، استخدام فيديو قام بعمله آي ويوي، وذلك بتصوير العديد من المواطنين الصينيين المختلفين وهم يقرأون أسماء ضحايا زلزال سيتشوان 2008، الذين لقوا حتفهم بسبب سوء بناء المدارس.
وقد أثارت عدة حالات بارزة من انتهاكات حقوق الإنسان احتجاجات على الإنترنت. وكذلك حادثة اعتقال عام 2009 لفتاة عمرها 21 ربيعًا تسمى دنج يوجياو، والتي كانت في حالة دفاع عن النفس حينما قتلت مسئولاً بالحكومة المحلية لمحاولته الاعتداء عليها جنسيًا، قد أثارت غضبًا بين مستخدمي الإنترنت الصينيين وأدى ذلك إلى حوالي أربعة ملايين مشاركة عبر الإنترنت. وأُسقطت التهم ضد دنج في نهاية المطاف ردًا على الاحتجاج.
وأُطلق على عصابات الإنترنت المتطرفة اسم «مُحركو بحث اللحم البشري» وهم يسعون إلى تطبيق العدالة على السلطات الفاسدة أو أفراد آخرين وذلك بنشر معلومات شخصية عن المجرمين، ويدعون عامة الناس لاستخدام تلك المعلومات في إهانتهم وفضحهم.
وفي عام 2008 قامت مجموعة من المثقفين بتأليف وثيقة مؤيدة للديمقراطية تحت عنوان ميثاق 08 ونشرها عبر الإنترنت، جمعت في النهاية ما يقرب من 10.000 توقيع وحصل أحد مؤلفيها وهو ليو شياوبو على جائزة نوبل للسلام. تمتلك صحيفة داجيوان التابعة لممارسي فالون غونغ موقعًا على شبكة الإنترنت يسمح للمواطنين الصينيين بالنشر بدون اسم أو تحت اسم مجهول، وينشر تحت أشكال رمزية كل من المنسحبين من الحزب الشيوعي ورابطة الشباب الشيوعي أو الطلائع الشبابية. ويدعي الموقع أن عشرات الملايين من الناس قد نشروا تصريحاتهم وتقاريرهم عبر الموقع، إلا أن تلك الأرقام لم يتم التحقق من صحتها.

## الاحتجاجات القومية
أظهرت المظاهرات المناهضة لليابان 2005 معاداة لليابانيين.

## الرد الرسمي
اتبعت السلطات الصينية مجموعة متنوعة من الإستراتيجيات لقمع الاحتجاجات، وهذا يشمل استخدام التدابير القهرية من القمع أو الرقابة أو السجن أو «إعادة التأهيل عن طريق العمل» ضد المعارضين والنشطاء وإنشاء جهاز أمن داخلي ضخم. كما حاولت السلطات أيضًا في بعض الحالات معالجة أسباب الإحباط عند الشعب مثل إطلاق حملات مكافحة الفساد والسعي للحد من عدم المساواة الاقتصادية في المناطق الريفية.